# Кобров
Кобров (нем. Kobrow) — община в Германии, в земле Мекленбург-Передняя Померания.
Входит в состав района Пархим. Подчиняется управлению Штернбергер Зеенландшафт.  Население составляет 449 человек (на 31 декабря 2010 года). Занимает площадь 37,45 км².